# Dicosmoecus atripes
Dicosmoecus atripes är en nattsländeart som först beskrevs av Hagen 1875.  Dicosmoecus atripes ingår i släktet Dicosmoecus och familjen husmasknattsländor. Inga underarter finns listade i Catalogue of Life.